# Rhinomuraena
Rhinomuraena es un género de peces de la familia morénidas  en el orden de los Anguilliformes.

## Especies
- Rhinomuraena quaesita (Garman, 1888)